# Classica Corsica
La Classica Corsica est une course cycliste sur route française disputée en Corse. Une seule édition a lieu en 2015. Elle fait partie de l'UCI Europe Tour en catégorie 1.1.
La classique est disputée deux jours avant le Critérium International, une course par étapes, qui a eu lieu en Corse chaque année depuis 2010. Le Classica Corsica, elle-même est un événement organisée en héritage du Tour de France 2013, lorsque la course a tenu son Grand Départ et ses trois premières étapes sur l'île. Lors de sa seule édition, en 2015, la course est partie d'Ajaccio et s'est terminée à Bastia après 204 km en passant par le Col de Vizzavona et le Col de Bellagranajo, avant de rejoindre un terrain plat dans la seconde moitié de l'étape, qui reprend essentiellement le parcours en sens inverse de la deuxième étape du Tour 2013,,.
Elle a été remportée lors d'un sprint massif par le Français Thomas Boudat (Europcar) devant le Néo-Zélandais Shane Archbold (Bora-Argon 18) et l'Italien Daniele Ratto (UnitedHealthcare).
Le Français Rémy Di Grégorio (Marseille 13 KTM) remporte les classements de la montagne et des sprints.

## Présentation
Les participants vont partir d'Ajaccio pour relier Bastia en passant par le col de Vizzavona, qui constituera la principale difficulté de la journée. Classé en 2e catégorie, avec une altitude de 1 163 m sur 12,4 km d’ascension et une pente moyenne de 4,1 %, il rappellera non sans difficulté, la deuxième étape du Tour de France 2014. Une annonce qui a ravi Bernard Hinault, le dernier vainqueur du Tour de Corse cycliste, en 1982 : « La Corse est une terre de vélo : on y trouve de la plaine, des montagnes, et du vent ! je sais que cette course a vocation  à être pérenniser et j’invite les organisateurs à profiter de la diversité de l’île pour changer, chaque année, le parcours. Il y a tellement de belles choses à montrer en Corse... Concernant la course, avec le critérium, les équipes vont être intéressées, d’autant plus que la course de San-Remo, a lieu, une semaine après ! »

### Parcours
La classique est disputée deux jours avant le Critérium International, une course par étapes, qui a eu lieu en Corse chaque année depuis 2010. Le Classica Corsica, elle-même est un événement organisée en héritage du Tour de France 2013, lorsque la course a tenu son Grand Départ et ses trois premières étapes sur l'île. Lors de sa seule édition, en 2015, la course est partie d'Ajaccio et s'est terminée à Bastia après 204 km en passant par le Col de Vizzavona et le Col de Bellagranajo, avant de rejoindre un terrain plat dans la seconde moitié de l'étape, qui reprend essentiellement le parcours en sens inverse de la deuxième étape du Tour 2013,,.

### Équipes
Classée en catégorie 1.1 de l'UCI Europe Tour, la Classica Corsica est par conséquent ouverte aux WorldTeams dans la limite de 50 % des équipes participantes, aux équipes continentales professionnelles, aux équipes continentales et aux équipes nationales.
Seize équipes participent à cette Classica Corsica - cinq WorldTeams, sept équipes continentales professionnelles et quatre équipes continentales :
| UCI WorldTeams      | UCI WorldTeams | UCI WorldTeams |
| Nom de l'équipe     | Pays           | Code           |
| ------------------- | -------------- | -------------- |
| AG2R La Mondiale    | France         | ALM            |
| FDJ                 | France         | FDJ            |
| Giant-Alpecin       | Allemagne      | TGA            |
| IAM                 | Suisse         | IAM            |
| Trek Factory Racing | États-Unis     | TFR            |

| Équipes continentales professionnelles | Équipes continentales professionnelles | Équipes continentales professionnelles |
| Nom de l'équipe                        | Pays                                   | Code                                   |
| -------------------------------------- | -------------------------------------- | -------------------------------------- |
| Bora-Argon 18                          | Allemagne                              | BOA                                    |
| Bretagne-Séché Environnement           | France                                 | BSE                                    |
| Cofidis                                | France                                 | COF                                    |
| Cult Energy                            | Danemark                               | CLT                                    |
| Europcar                               | France                                 | EUC                                    |
| Roompot Oranje Peloton                 | Pays-Bas                               | ROP                                    |
| UnitedHealthcare                       | États-Unis                             | UHC                                    |

| Équipes continentales   | Équipes continentales | Équipes continentales |
| Nom de l'équipe         | Pays                  | Code                  |
| ----------------------- | --------------------- | --------------------- |
| Armée de Terre          | France                | ADT                   |
| Auber 93                | France                | AUB                   |
| Marseille 13 KTM        | France                | M13                   |
| Roubaix Lille Métropole | France                | RLM                   |

### Règlement de la course
Les vingt prix sont attribués suivant le barème de l'UCI,. Le total général des prix distribués est de 14 477 €.
| Position | 1er     | 2e      | 3e      | 4e    | 5e    | 6e    | 7e    | 8e    | 9e    | 10e à 20e |
| Prix     | 5 785 € | 2 895 € | 1 445 € | 715 € | 580 € | 433 € | 433 € | 287 € | 287 € | 147 €     |

## Classements

### Classement final
| Classement final | Classement final    | Classement final | Classement final             | Classement final  |
|                  | Coureur             | Pays             | Équipe                       | Temps             |
| ---------------- | ------------------- | ---------------- | ---------------------------- | ----------------- |
| 1er              | Thomas Boudat       | France           | Europcar                     | en 4 h 56 min 7 s |
| 2e               | Shane Archbold      | Nouvelle-Zélande | Bora-Argon 18                | m.t               |
| 3e               | Daniele Ratto       | Italie           | UnitedHealthcare             | m.t               |
| 4e               | Benjamin Giraud     | France           | Marseille 13 KTM             | m.t               |
| 5e               | Rasmus Guldhammer   | Danemark         | Cult Energy                  | m.t               |
| 6e               | Michael Van Staeyen | Belgique         | Cofidis                      | m.t               |
| 7e               | Fabio Felline       | Italie           | Trek Factory Racing          | m.t               |
| 8e               | Linus Gerdemann     | Allemagne        | Cult Energy                  | m.t               |
| 9e               | Yauheni Hutarovich  | Biélorussie      | Bretagne-Séché Environnement | m.t               |
| 10e              | Julien Duval        | France           | Armée de Terre               | m.t               |
| modifier         |                     |                  |                              |                   |

### Classements annexes
| Classement de la montagne | Classement de la montagne | Classement de la montagne | Classement de la montagne | Classement de la montagne |
| ------------------------- | ------------------------- | ------------------------- | ------------------------- | ------------------------- |
|                           | Coureur                   | Pays                      | Équipe                    | Point(s)                  |
| 1er                       | Rémy Di Grégorio          | France                    | Marseille 13 KTM          | 4 points                  |
| 2e                        | Clément Saint-Martin      | France                    | Marseille 13 KTM          | 4 pts                     |
| 3e                        | Alexis Vuillermoz         | France                    | AG2R La Mondiale          | 4 pts                     |
| modifier                  |                           |                           |                           |                           |

| Classement des sprints | Classement des sprints | Classement des sprints | Classement des sprints       | Classement des sprints |
| ---------------------- | ---------------------- | ---------------------- | ---------------------------- | ---------------------- |
|                        | Coureur                | Pays                   | Équipe                       | Point(s)               |
| 1er                    | Rémy Di Grégorio       | France                 | Marseille 13 KTM             | 4 points               |
| 2e                     | Pierre-Luc Périchon    | France                 | Bretagne-Séché Environnement | 4 pts                  |
| 3e                     | Yoann Paillot          | France                 | Marseille 13 KTM             | 2 pts                  |
| modifier               |                        |                        |                              |                        |

### UCI Europe Tour
Cette Classica Corsica attribue des points pour l'UCI Europe Tour 2015, par équipes seulement aux coureurs des équipes continentales professionnelles et continentales, individuellement à tous les coureurs sauf ceux faisant partie d'une équipe ayant un label WorldTeam.
| Position,          | 1er | 2e | 3e | 4e | 5e | 6e | 7e | 8e | 9e | 10e | 11e | 12e |
| Classement général | 80  | 56 | 32 | 24 | 20 | 16 | 12 | 8  | 7  | 6   | 5   | 3   |

## Liste des participants
- Liste de départ complète

| Légende | Légende                                                                    | Légende | Légende                                                    |
| ------- | -------------------------------------------------------------------------- | ------- | ---------------------------------------------------------- |
| Num     | Dossard de départ porté par le coureur sur cette Classica Corsica          | Pos     | Position à l'arrivée de la course                          |
|         | Indique un maillot de champion national ou mondial, suivi de sa spécialité | NP      | Indique un coureur qui n'a pas pris le départ de la course |
| AB      | Indique un coureur qui n'a pas terminé la course                           | HD      | Indique un coureur qui a terminé la course hors des délais |

| AG2R La Mondiale ALM  | AG2R La Mondiale ALM         | AG2R La Mondiale ALM |
| --------------------- | ---------------------------- | -------------------- |
| Num                   | Coureur                      | Pos                  |
| 1                     | Jean-Christophe Péraud (FRA) | 60e                  |
| 2                     | Jan Bakelants (BEL)          | 33e                  |
| 3                     | Julien Bérard (FRA)          | AB                   |
| 4                     |                              |                      |
| 5                     |                              |                      |
| 6                     | Patrick Gretsch (GER)        | 26e                  |
| 7                     | Alexis Vuillermoz (FRA)      | 49e                  |
| 8                     |                              |                      |
| Directeur sportif : ? |                              |                      |

| FDJ                   | FDJ                     | FDJ |
| --------------------- | ----------------------- | --- |
| Num                   | Coureur                 | Pos |
| 11                    | Thibaut Pinot (FRA)     | 72e |
| 12                    | Arnaud Courteille (FRA) | 88e |
| 13                    | Anthony Geslin (FRA)    | 48e |
| 14                    | Steve Morabito (SUI)    | 45e |
| 15                    | Francis Mourey (FRA)    | 58e |
| 16                    | Cédric Pineau (FRA)     | 13e |
| 17                    | Jérémy Roy (FRA)        | 28e |
| 18                    |                         |     |
| Directeur sportif : ? |                         |     |

| IAM                   | IAM                     | IAM |
| --------------------- | ----------------------- | --- |
| Num                   | Coureur                 | Pos |
| 21                    | Stef Clement (NED)      | 54e |
| 22                    | Mathias Frank (SUI)     | NP  |
| 23                    | Jonathan Fumeaux (SUI)  | 56e |
| 24                    |                         |     |
| 25                    | Pirmin Lang (SUI)       | AB  |
| 26                    |                         |     |
| 27                    | Patrick Schelling (SUI) | 22e |
| 28                    | David Tanner (AUS)      | AB  |
| Directeur sportif : ? |                         |     |

| Trek Factory Racing TFR                | Trek Factory Racing TFR     | Trek Factory Racing TFR |
| -------------------------------------- | --------------------------- | ----------------------- |
| Num                                    | Coureur                     | Pos                     |
| 31                                     | Eugenio Alafaci (ITA)       | 24e                     |
| 32                                     |                             |                         |
| 33                                     | Laurent Didier (LUX)        | 80e                     |
| 34                                     | Fabio Felline (ITA)         | 7e                      |
| 35                                     | Bob Jungels (LUX)           | 79e                     |
| 36                                     |                             |                         |
| 37                                     | Fränk Schleck (LUX) (Route) | 81e                     |
| 38                                     | Kristof Vandewalle (BEL)    | AB                      |
| Directeur sportif : Kim Andersen (DEN) |                             |                         |

| Giant-Alpecin TGA     | Giant-Alpecin TGA        | Giant-Alpecin TGA |
| --------------------- | ------------------------ | ----------------- |
| Num                   | Coureur                  | Pos               |
| 41                    | Caleb Fairly (USA)       | 12e               |
| 42                    | Chad Haga (USA)          | AB                |
| 43                    | Thierry Hupond (FRA)     | 30e               |
| 44                    | Ji Cheng (CHN)           | 47e               |
| 45                    | Fredrik Ludvigsson (SWE) | 34e               |
| 46                    | Tom Veelers (NED)        | AB                |
| 47                    |                          |                   |
| 48                    |                          |                   |
| Directeur sportif : ? |                          |                   |

| Bretagne-Séché Environnement BSE | Bretagne-Séché Environnement BSE | Bretagne-Séché Environnement BSE |
| -------------------------------- | -------------------------------- | -------------------------------- |
| Num                              | Coureur                          | Pos                              |
| 51                               | Anthony Delaplace (FRA)          | 55e                              |
| 52                               | Maxime Cam (FRA)                 | 90e                              |
| 53                               | Frédéric Brun (FRA)              | 64e                              |
| 54                               | Arnaud Gérard (FRA)              | 87e                              |
| 55                               | Romain Feillu (FRA)              | 11e                              |
| 56                               | Pierre-Luc Périchon (FRA)        | 35e                              |
| 57                               | Pierrick Fédrigo (FRA)           | 57e                              |
| 58                               | Yauheni Hutarovich (BLR) (Route) | 9e                               |
| Directeur sportif : ?            |                                  |                                  |

| Cofidis COF           | Cofidis COF               | Cofidis COF |
| --------------------- | ------------------------- | ----------- |
| Num                   | Coureur                   | Pos         |
| 61                    | Nicolas Edet (FRA)        | 31e         |
| 62                    | Michael Van Staeyen (BEL) | 6e          |
| 63                    | Geoffrey Soupe (FRA)      | 61e         |
| 64                    | Gert Jõeäär (EST)         | AB          |
| 65                    | Stéphane Rossetto (FRA)   | 66e         |
| 66                    | Anthony Turgis (FRA)      | AB          |
| 67                    | Clément Venturini (FRA)   | 17e         |
| 68                    |                           |             |
| Directeur sportif : ? |                           |             |

| Europcar EUC          | Europcar EUC             | Europcar EUC |
| --------------------- | ------------------------ | ------------ |
| Num                   | Coureur                  | Pos          |
| 71                    | Yukiya Arashiro (JPN)    | 23e          |
| 72                    | Thomas Boudat (FRA)      | 1er          |
| 73                    | Dan Craven (NAM) (Route) | AB           |
| 74                    | Romain Guillemois (FRA)  | AB           |
| 75                    | Maxime Méderel (FRA)     | 70e          |
| 76                    | Bryan Nauleau (FRA)      | AB           |
| 77                    |                          |              |
| 78                    |                          |              |
| Directeur sportif : ? |                          |              |

| Cult Energy CLT       | Cult Energy CLT                 | Cult Energy CLT |
| --------------------- | ------------------------------- | --------------- |
| Num                   | Coureur                         | Pos             |
| 81                    | Michael Carbel Svendgaard (DEN) | 85e             |
| 82                    | Linus Gerdemann (GER)           | 8e              |
| 83                    | Rasmus Guldhammer (DEN)         | 5e              |
| 84                    | Karel Hník (CZE)                | AB              |
| 85                    |                                 |                 |
| 86                    | Romain Lemarchand (FRA)         | 53e             |
| 87                    | Christian Mager (GER)           | AB              |
| 88                    | Joël Zangerlé (LUX)             | AB              |
| Directeur sportif : ? |                                 |                 |

| Roompot Oranje Peloton ROP | Roompot Oranje Peloton ROP | Roompot Oranje Peloton ROP |
| -------------------------- | -------------------------- | -------------------------- |
| Num                        | Coureur                    | Pos                        |
| 91                         | Marc de Maar (NED)         | 52e                        |
| 92                         | Huub Duyn (NED)            | 38e                        |
| 93                         | Etienne van Empel (NED)    | AB                         |
| 94                         | Reinier Honig (NED)        | 74e                        |
| 95                         | Maurits Lammertink (NED)   | 19e                        |
| 96                         | Michel Kreder (NED)        | 14e                        |
| 97                         | André Looij (NED)          | AB                         |
| 98                         | Mike Terpstra (NED)        | 39e                        |
| Directeur sportif : ?      |                            |                            |

| UnitedHealthcare UHC  | UnitedHealthcare UHC     | UnitedHealthcare UHC |
| --------------------- | ------------------------ | -------------------- |
| Num                   | Coureur                  | Pos                  |
| 101                   | Janez Brajkovič (SLO)    | 76e                  |
| 102                   | Alessandro Bazzana (ITA) | 83e                  |
| 103                   | Marco Canola (ITA)       | 63e                  |
| 104                   | Jonathan Clarke (AUS)    | 78e                  |
| 105                   | Lucas Euser (USA)        | AB                   |
| 106                   | Christopher Jones (USA)  | 43e                  |
| 107                   | Daniele Ratto (ITA)      | 3e                   |
| 108                   | Kiel Reijnen (USA)       | 21e                  |
| Directeur sportif : ? |                          |                      |

| Marseille 13 KTM M13  | Marseille 13 KTM M13       | Marseille 13 KTM M13 |
| --------------------- | -------------------------- | -------------------- |
| Num                   | Coureur                    | Pos                  |
| 111                   | Clément Saint-Martin (FRA) | 41e                  |
| 112                   | Benjamin Giraud (FRA)      | 4e                   |
| 113                   | Julien Loubet (FRA)        | 44e                  |
| 114                   | Ignatas Konovalovas (LTU)  | 37e                  |
| 115                   | Julien El Fares (FRA)      | 18e                  |
| 116                   | Yoann Paillot (FRA)        | 46e                  |
| 117                   | Evaldas Šiškevičius (LTU)  | AB                   |
| 118                   | Rémy Di Grégorio (FRA)     | 27e                  |
| Directeur sportif : ? |                            |                      |

| Auber 93 AUB          | Auber 93 AUB              | Auber 93 AUB |
| --------------------- | ------------------------- | ------------ |
| Num                   | Coureur                   | Pos          |
| 121                   | César Bihel (FRA)         | 84e          |
| 122                   | Flavien Dassonville (FRA) | 82e          |
| 123                   | Steven Tronet (FRA)       | 68e          |
| 124                   | Julien Guay (FRA)         | 69e          |
| 125                   | Alo Jakin (EST) (Route)   | 20e          |
| 126                   | Théo Vimpère (FRA)        | 77e          |
| 127                   | David Menut (FRA)         | 16e          |
| 128                   | Maxime Renault (FRA)      | 42e          |
| Directeur sportif : ? |                           |              |

| Armée de Terre ADT    | Armée de Terre ADT     | Armée de Terre ADT |
| --------------------- | ---------------------- | ------------------ |
| Num                   | Coureur                | Pos                |
| 131                   | Yoann Barbas (FRA)     | 75e                |
| 132                   | Romain Combaud (FRA)   | 36e                |
| 133                   | Julien Duval (FRA)     | 10e                |
| 134                   | Yann Guyot (FRA)       | AB                 |
| 135                   | Kévin Lebreton (FRA)   | 86e                |
| 136                   | Jérôme Mainard (FRA)   | 62e                |
| 137                   | Quentin Pacher (FRA)   | 40e                |
| 138                   | David Cherbonnet (FRA) | 89e                |
| Directeur sportif : ? |                        |                    |

| Roubaix Lille Métropole RLM | Roubaix Lille Métropole RLM | Roubaix Lille Métropole RLM |
| --------------------------- | --------------------------- | --------------------------- |
| Num                         | Coureur                     | Pos                         |
| 141                         | Julien Antomarchi (FRA)     | 71e                         |
| 142                         | Rudy Barbier (FRA)          | AB                          |
| 143                         | Dieter Bouvry (BEL)         | 25e                         |
| 144                         | Timothy Dupont (BEL)        | 65e                         |
| 145                         | Rudy Kowalski (FRA)         | AB                          |
| 146                         | Jérémy Leveau (FRA)         | 29e                         |
| 147                         | Baptiste Planckaert (BEL)   | AB                          |
| 148                         | Jimmy Turgis (FRA)          | 59e                         |
| Directeur sportif : ?       |                             |                             |

| Bora-Argon 18 BOA     | Bora-Argon 18 BOA       | Bora-Argon 18 BOA |
| --------------------- | ----------------------- | ----------------- |
| Num                   | Coureur                 | Pos               |
| 151                   | Shane Archbold (NZL)    | 2e                |
| 152                   | Phil Bauhaus (GER)      | AB                |
| 153                   | Cesare Benedetti (ITA)  | 51e               |
| 154                   | Emanuel Buchmann (GER)  | 73e               |
| 155                   | Patrick Konrad (AUT)    | 15e               |
| 156                   | José Mendes (POR)       | 67e               |
| 157                   | Dominik Nerz (GER)      | 32e               |
| 158                   | Cristiano Salerno (ITA) | 50e               |
| Directeur sportif : ? |                         |                   |